# Mörkbukig cinklod
Mörkbukig cinklod (Cinclodes patagonicus) är en fågel i familjen ugnfåglar inom ordningen tättingar.

## Utseende
Cinkloder är knubbiga trastliknande fåglar med tunna böjda näbbar. Denna art är genomgående mörk med vita strimmor i ansiktet, dels ett långt och brett ögonbrynsstreck, dels vitt på hakan som sträcker sig bak på halssidan. På bröstet syns tunna vita längsgående streck. Ett tydligt beigefärgat vingband syns tydligt i flykten och under spelet. Arten är större, mörkare och också mer trögrörlig än gråsidig cinklod, men något längre näbb. 

## Utbredning och systematik
Mörkbukig cinklod förekommer i sydligaste Sydamerika. Den delas in i två underarter med följande utbredning:
- Cinclodes patagonicus chilensis– mellersta Chile och västra Argentina, Chiloé Island
- Cinclodes patagonicus patagonicus – södra Chile och södra Argentina till Tierra del Fuego och angränsande öar

## Levnadssätt
Mörkbukig cinklod är en rätt vanlig art i låglänta områden och förberg. Den ses utmed rinnande vattendrag, sjöstränder och klippiga kuster, men kan även påträffas födosöka på gräsmattor och i betesmarker nära vatten.

## Status
Arten har ett stort utbredningsområde och internationella naturvårdsunionen IUCN kategoriserar arten som livskraftig. Beståndsutvecklingen är dock oklar.

## Namn
Gruppnamnet cinklod är en försvenskning av släktesnamnet Cinclodes, som i sin tur betyder "liknande Cinclus". Cinclus, en latinisering av grekiska kinklos (κιγκλος), var i antikens Grekland namnet på en oidentifierad fågel som levde nära vatten och är nu släktesnamnet för strömstarar. Typarten för släktet Cinclodes är just mörkbukig cinklod som beskrevs ursprungligen i ärlesläktet Motacilla, men gavs ett nytt släktesnamn just för att den ansågs vara en ekologisk motsvarighet till strömstarar.